# 全国警察剣道大会
全国警察剣道大会（ぜんこくけいさつけんどうたいかい）は、警察官の剣道団体戦全国大会。主催は警察庁。毎年日本武道館で開催されている。

## 概要
各都道府県警察及び皇宮警察本部が団体戦で優勝を争う。1部、2部、3部のグループに分けられる。